# Ken George
Kenneth John George est un océanographe, poète et linguiste britannique. Il est à l'origine de Kernewek Kemmyn, une orthographe de la langue cornique ravivée qui, selon lui, est plus fidèle à la phonologie du cornique moyen que son précurseur, (cornique unifié).

## Carrière
George a publié plus de quatre-vingts articles relatifs à la linguistique celtique, dont plusieurs dictionnaires de cornique. Son édition de la nouvelle pièce de théâtre en cornique moyen Bewnans Ke est publiée par le Conseil de la langue cornique en mai 2006 et reçoit une mention élogieuse lors des prix Holyer an Gof 2007. Il traduit de nombreux hymnes et chansons en cornique, ainsi que les paroles de La Flûte enchantée. Il a composé une quantité substantielle de poésie en cornique, notamment la pièce de théâtre Flogholeth Krist, dans le style des Ordinalia.
George vit en Cornouailles. En plus de l'anglais, il parle breton, français et cornique. Il était auparavant maître de conférences en sciences océaniques à l'Institut d'études marines de l'Université de Plymouth.
Il est nommé barde de Gorsedh Kernow en 1979, prenant le nom de bardique Profus an Mortyd ("Prédicteur de marée"). Cela reflète l'un de ses intérêts de recherche en océanographie, l'autre étant la modélisation numérique. Il a plus de cinquante publications dans le domaine océanographique, dont le manuel Tides for Marine Studies.
George est membre du comité représentatif de Gorsedh Kernow du Kesva an Taves Kernewek (Cornish Language Board) qui est un organisme de promotion de la langue cornique.